# Польське фармакологічне товариство
Польське фармакологічне товариство (пол. Polskie Towarzystwo Farmakologiczne) — польське наукове товариство, засноване в 1965 році в результаті відділення Фармакологічної секції від Польського фізіологічного товариства. Першим головою Товариства був польський фармаколог, доктор наук, професор Пйотр Кубіковський (пол. Piotr Kubikowski).

## Опис діяльності
Відповідно до Статуту, метою створення та діяльності даного Товариства є:
- організація та підтримка заходів, спрямованих на розвиток наукової роботи в галузі експериментальної та клінічної фармакології та токсикології;
- об'єднання фахівців, що працюють в цих областях;
- поширення наукових фармакологічних досягнень;
- поширення досягнень польської фармакології і токсикології в Польщі та за кордоном[2].

### Склад
До складу Товариства входять 10 регіональних філій.

### Міжнародна співпраця
Товариство є членом «Федерації європейських фармакологічних товариств» (англ. Federation of European Pharmacological Societies (EPHAR)) і «Міжнародного союзу фундаментальної та клінічної фармакології» (англ. International Union of Basic and Clinical Pharmacology (IUPHAR)).

### Сьогодення
Звання почесного члена Товариства удостоюються видатні фармакологи сучасності, серед них — радянський фармаколог, дійсний член АМН СРСР Сергій Анічков.
Головою Товариства є доктор наук Томаш Коцкі.
Актуальна інформація про діяльність Товариства публікується на сайті www.ptf.info.pl.